# Rolando Mandragora
Rolando Mandragora (* 29. Juni 1997 in Neapel) ist ein italienischer Fußballspieler. Der Mittelfeldspieler steht in Diensten der AC Florenz.

## Karriere

### Verein
Mandragora begann seine Laufbahn bei der AC Ponticelli und spielte danach für Mariano Keller, einen Verein aus San Giorgio a Cremano in der Metropolitanstadt Neapel. Im Dezember 2011 wechselte er in die Jugendabteilung des CFC Genua, die er bis Juli 2014 durchlief. Infolgedessen wurde er in den Profikader des CFC aufgenommen. Am 31. August 2014 stand Mandragora erstmals im Kader der Grifone, seinen Ersatz in der Serie A absolvierte er zwei Monate später beim 1:0-Erfolg über Juventus Turin, als er von Beginn an auflief. In der Rückrunde der Spielzeit 2014/15 absolvierte Mandragora noch vier weitere Partien für Genua.
Im Juli 2015 wechselte Mandragora auf Leihbasis zum Zweitligisten Delfino Pescara 1936, bei dem er von Anfang an zum Stammpersonal gehörte. Seine erste Partie für die Delfini absolvierte Mandragora am 9. August 2015, als er in der 1. Runde der Coppa Italia beim 2:0-Sieg über den FC Südtirol zum Einsatz kam. In der Hinrunde der Saison 2015/16 stand Mandragora in 15 Spielen auf dem Platz und machte durch seine Leistungen auf sich aufmerksam. Kurz nach Rückrundenstart vermeldete der italienische Rekordmeister Juventus Turin die Verpflichtung Mandragoras für die Ablöse von sechs Millionen Euro, die durch Bonuszahlungen auf zwölf Millionen Euro steigen kann. Mandragora erhielt einen Vertrag bis Juni 2020. Zeitgleich wurde das Leihgeschäft mit Delfino Pescara 1936 verlängert, sodass Mandragora die Rückrunde über weiter in Pescara blieb. In dieser lief er weiterhin als Stammspieler auf, erlitt am 30. April 2016 in der Partie gegen Virtus Entella jedoch einen Mittelfußbruch und fiel infolgedessen aus. Da sich die Mannschaft in den Aufstiegs-Play-Offs gegen Novara Calcio und Trapani Calcio durchsetzen konnte, feierte er mit Pescara den Aufstieg in die Serie A.
Zum 1. Juli 2016 kehrte Mandragora zu Juventus zurück, fiel die Hinrunde der Spielzeit 2016/17 wegen seines Mittelfußbruchs und einer darauf folgenden Operation allerdings aus. In der Partie am 5. Februar 2017 gegen Inter Mailand stand Mandragora erstmals im Kader Juves. Sein Debüt für Juventus absolvierte er am 23. April 2017 beim 4:0-Sieg über den CFC Genua.
Im Sommer 2017 wurde Mandragora an den FC Crotone verliehen.
Im Juli 2018 wechselte Rolando Mandragora zu Udinese Calcio. Er unterschrieb einen Fünfjahresvertrag. Am Anfang der Saison wurde er wegen Gotteslästerung für ein Spiel gesperrt.
Anfang Oktober 2020, kurz vor Ende des aufgrund der COVID-19-Pandemie verlängerten Transferfensters wechselte Mandragora zurück zu Juventus Turin. Dabei wurde aber vereinbart, dass er im Rahmen einer Ausleihe bis zum Ende der Saison 2020/21 bei Udinese Calcio verbleibt. Insgesamt bestritt er 71 Liga- und 3 Pokalspiele für Udinese und schoss in beiden Wettbewerben jeweils drei Tore für den Verein. Dabei war er von Ende Juni 2020 bis Mitte November 2020 infolge eines Kreuzbandrisses ausgefallen.
Anfang Februar 2021 wurde die Ausleihe zu Udinese abgebrochen, er wurde umgehend erneut diesmal an den FC Turin bis zum Ende der Saison 2021/22 verliehen.
Zur Saison 2022/23 wurde Rolando Mandragora fest von der AC Florenz verpflichtet, er unterschrieb einen Vertrag bis Juni 2026.

### Nationalmannschaft
Mandragora wurde im Februar 2014 erstmals für die U-17-Nationalmannschaft Italiens nominiert und debütierte beim 6:0-Erfolg gegen Ungarn. Einen Monat später kam er in drei Partien der Qualifikation zur U-17-Europameisterschaft zum Einsatz. Im August 2014 debütierte Mandragora dann für die U-18-Auswahl gegen die U-17-Nationalmannschaft Norwegens. Weitere Einsätze folgten nicht, da Mandragora bereits einen Monat später für die U-19-Nationalmannschaft nominiert wurde. Für diese absolvierte er von September 2014 bis März 2015 zehn Partien und erzielte einen Treffer bei seinem Debüt gegen die Slowakei.
Im August 2015 folgte dann beim 0:0-Unentschieden gegen Ungarn sein Debüt in der U-21-Nationalmannschaft. Bis zu seinem Mittelfußbruch absolvierte Mandragora sieben Partien in der erfolgreichen Qualifikation zur U-21-Europameisterschaft.
Mandragora debütierte im Juni 2018 für die Italienische Nationalmannschaft beim Testspiel gegen Frankreich. In der Folge wurde Mandragora nur noch unregelmäßig berücksichtigt, sodass seine letzte Nominierung aus dem Jahr 2021 datiert.

## Erfolge
- Italienische Meisterschaft: 2016/17
- Italienischer Pokal: 2016/17